# Le Moine
Le Moine är en bergstopp i Schweiz.   Den ligger i distriktet Entremont och kantonen Valais, i den södra delen av landet, 110 km söder om huvudstaden Bern. Toppen på Le Moine är 3 566 meter över havet, eller 137 meter över den omgivande terrängen. Bredden vid basen är 0,54 km.
Terrängen runt Le Moine är huvudsakligen mycket bergig. Närmaste större samhälle är Bagnes, 15,9 km norr om Le Moine. 
Trakten runt Le Moine består i huvudsak av gräsmarker. Runt Le Moine är det glesbefolkat, med 12 invånare per kvadratkilometer.